# Castro de San Tirso
El Castro y la ermita de San Tirso es un yacimiento arqueológico situado entre los municipios asturianos de Langreo y Mieres (España).

## Descripción
El lugar de Santirso se encuentra en la divisoria entre los concejos de Langreo y Mieres, repartiendo sus casas en ambos municipios (parroquia langreana de La Venta y parroquia mierense de La Peña). En este lugar se encuentra un prado conocido popularmente como Prau del Moro, toponimia habitual en antiguos castros o yacimientos de origen incierto, en un alto de estratégica visibilidad. En este prado se encuentra el Castro de San Tirso, en una superficie de unos 2 kilómetros cuadrados, inventariado en la Carta Arqueológica de Asturias en 1991 pero sin haber sido investigado de forma rigurosa. El recinto castreño se emplaza en una plataforma ovalada dividida por un talud rocoso que conforma dos alturas. En la zona más elevada se halla la ermita de San Tirso, que se construyó sobre el castro (en la zona perteneciente a Langreo) quizás en el siglo XVII, mientras que el área  meridional es una explanada casi horizontal  situada en Mieres. Rodeando el recinto existe un talud. El posible foso está desfigurado por un camino hormigonado. Sólo se han rescatado algunos elementos cerámicos quizás medievales.